# Геокодирање
Геокодирање (енгл. Geocoding) поступак је преузимања улазног текста, као што је адреса или назив мјеста, и враћање локације географске дужине/ширине на Земљиној површини за то мјесто. Обрнуто геокодирање, у другу руку, претвара географске координате у опис локације, обично у назив мјеста или локацију са адресом. Геокодирање се ослања на рачунарски приказ адресне тачке, уличне/путне мреже, заједно са поштанским и административим границама.